# Jiří Klement
Jiří Klement (1. března 1948 ve Zbýšově – 16. prosince 2015) byl český fotbalista, odchovanec TJ Baník Zbýšov, útočník, reprezentant Československa.

## Fotbalová kariéra
Za československou reprezentaci odehrál v letech 1972–1974 čtyři utkání, 5× startoval v juniorských výběrech. V československé lize nastoupil ve 177 utkáních a dal 72 gólů. V seniorském fotbale začínal už jako sedmnáctiletý. V jihomoravské 1. A třídě (1964/65: 1 gól, 1965/66: 11 gólů, 1966/67: 25 gólů) a Oblastním přeboru (1967/68: 13 gólů) dal za Baník Zbýšov (1965–1968) rovných 50 branek. Nejvyšší soutěž hrál za Baník Ostrava (1968–1975) a Spartu Praha (1976–1977, na jaře 1976 zde hrál i 2. ligu). Přestože za ni odehrál jen podzim 1975, stal se s Ostravou v sezoně 1975/76 mistrem ligy. Zároveň na jaře 1976 postoupil se Spartou zpět do 1. ligy. Roku 1973 vyhrál s Ostravou československý pohár. V Poháru vítězů pohárů nastoupil v 6 utkáních a dal 3 góly a v Poháru UEFA nastoupil v 5 utkáních a dal 2 góly.

## Ligová bilance
| Ročník                                   | Zápasy | Góly | Minuty | Klub          |
| ---------------------------------------- | ------ | ---- | ------ | ------------- |
| 1. československá fotbalová liga 1968/69 | 5      | 1    | 265    | Baník Ostrava |
| 1. československá fotbalová liga 1969/70 | 11     | 6    | 832    | Baník Ostrava |
| 1. československá fotbalová liga 1970/71 | 24     | 12   | 2 066  | Baník Ostrava |
| 1. československá fotbalová liga 1971/72 | 29     | 13   | 2 476  | Baník Ostrava |
| 1. československá fotbalová liga 1972/73 | 28     | 13   | 2 424  | Baník Ostrava |
| 1. československá fotbalová liga 1973/74 | 28     | 14   | 2 378  | Baník Ostrava |
| 1. československá fotbalová liga 1974/75 | 21     | 5    | 1 646  | Baník Ostrava |
| 1. československá fotbalová liga 1975/76 | 21     | 6    | 1 845  | Baník Ostrava |
| 2. československá fotbalová liga 1975/76 | –      | –    | –      | Sparta Praha  |
| 1. československá fotbalová liga 1976/77 | 10     | 2    | 900    | Sparta Praha  |
| 1. liga celkem                           | 177    | 72   | 14 832 |               |